# Phaedolus varians
Phaedolus varians är en insektsart som beskrevs av Synave 1956. Phaedolus varians ingår i släktet Phaedolus och familjen Flatidae. Inga underarter finns listade i Catalogue of Life.